# Косин

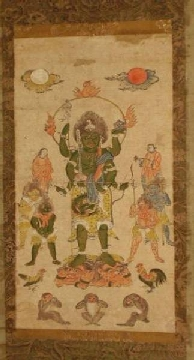
Свиток косин с изображением божества Сёмэн-конго и трёх обезьян

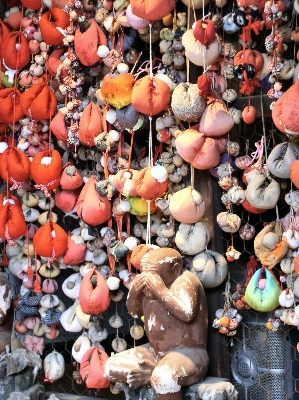
Амулеты кукуридзару в святилище Ясака Косин-до

Косин (яп. 庚申) — японское народное верование, имеющее корни в китайском даосизме и распространённое в среде синтоизма и буддизма. В основе верования лежит идея шестидесятиричного цикла. Каждую шестидесятую ночь (в день обезьяны) проводятся коллективные бдения (косин-мати, яп. 庚申待), призванные воспрепятствовать выходу из тел последователей трёх духовных сущностей (санси, 三尸), которые должны докладывать верховному божеству обо всех проступках человека.

## История
Старейшие сообщения о ритуальном бдении в ночь косин относятся к 838 году. Наибольшей популярности верование достигло в период Эдо, когда было воздвигнуто множество особых ритуальных каменных стел, изображающих, чаще всего, ваджраякшу Сёмэн-конго.
В настоящее время[когда?] верование значительно утратило популярность. Центром косин служит святилище Ясака Косин-до (八坂庚申堂) в районе Хигасияма в Киото.
Считается[кем?], что именно в среде верования косин сложился символ трёх обезьян.